# Großer Zechliner See
Der Große Zechliner See befindet sich bei Flecken Zechlin, einem Ort im Landkreis Ostprignitz-Ruppin im Norden Brandenburgs, und gehört zur Rheinsberger Seenplatte. Der See ist ca. 1,8 Quadratkilometer groß, maximal 35 Meter tief und hat eine sehr gute Wasserqualität (EU-Bewertung der Badewasserqualität 2005). Er steht unter Naturschutz. 
Durch den Zechliner Kanal besteht nach Westen eine Verbindung zum Schwarzen See und über den Repenter Kanal nach Osten zum Zootzensee. Damit sind die Berliner Gewässer und die Müritz erreichbar. 
Der Große Zechliner See ist Bestandteil der Zechliner Gewässer, einer sogenannten sonstigen Binnenwasserstraße des Bundes. Zuständig ist das Wasserstraßen- und Schifffahrtsamt Oder-Havel.